# Décisions « Palestine occupée » du conseil exécutif de l'UNESCO

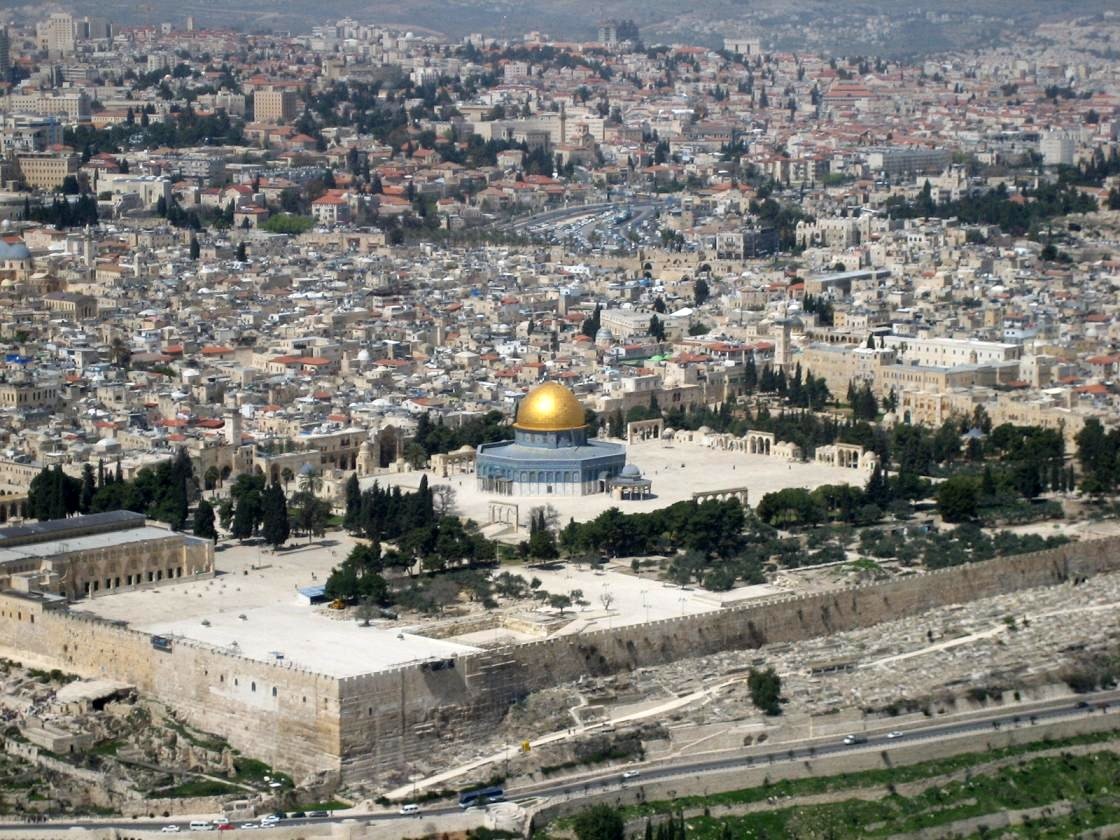
Panorama de Jérusalem. Le dôme du Rocher se dresse au centre de l'Esplanade des Mosquées bâtie sur le Mont du Temple, dont le dernier vestige est le Mur des Lamentations inclus dans les Remparts de la Vieille Ville. La mosquée al-Aqsa est visible en bas à gauche de l'image. Jérusalem est d'une importance symbolique centrale dans le volet religieux du conflit israélo-palestinien car elle contient de nombreux lieux saints pour les trois religions monothéistes.

Sous l'intitulé général « Palestine occupée », le Conseil exécutif de l’UNESCO a pris plusieurs décisions concernant des lieux saints situés dans les Territoires palestiniens occupés. Bien qu'à chaque fois adoptées en l'état, le contenu des décisions a évolué au fur et à mesure des débats et des réactions internationales. La décision 26 de la 196e session est adoptée en avril 2015; la décision 19 de la 199e session est adoptée le 16 avril 2016 et la décision 25 de la 200e session présentée par l’Algérie, l’Égypte, le Liban, le Maroc, Oman, le Qatar et le Soudan est adoptée le 18 octobre en séance plénière par 26 voix pour, 6 contre et 26 abstentions. La décision 30 de la 201e session est adoptée le 5 mai 2017. 
Cette série de décisions fait suite aux nombreuses résolutions du Conseil de Sécurité (252, 476 et 478) et de l'UNESCO dénonçant les tentatives israéliennes de modifier le statut de la ville sainte de Jérusalem. Rappelant en préambule ces résolutions précédentes de la communauté internationale, la dernière version de la décision :
« affirm[e] l’importance de la Vieille Ville de Jérusalem et de ses remparts pour les trois religions monothéistes (...) [et] vise (...) à sauvegarder le patrimoine culturel palestinien et le caractère distinctif de Jérusalem-Est (...), regrette profondément le refus d’Israël de mettre en œuvre les précédentes décisions de l’UNESCO concernant Jérusalem (...), déplore vivement le fait qu’Israël, la Puissance occupante, n’ait pas cessé les fouilles et travaux menés constamment dans Jérusalem-Est, en particulier à l’intérieur et aux alentours de la Vieille Ville (...) [et] demande de nouveau à Israël, la Puissance occupante, d’interdire tous ces travaux, conformément aux obligations qui lui incombent (...) »,.
Le 17 avril 2016, à la suite du vote de la décision d'avril 2016, la Directrice générale de l'UNESCO Irina Bokova publie un communiqué rappelant que « Jérusalem est une terre sainte des trois religions monothéistes, un lieu de dialogue pour tous les juifs, chrétiens et musulmans, et rien ne devrait être entrepris qui puisse en modifier l’intégrité et l’authenticité ». Mais elle exprime également que « la décision que le Mont du Temple est un site qui est sacré uniquement pour les Musulmans est une décision politique des États membres de l'UNESCO qui ne m'est pas acceptable ». Plusieurs pays ont marqué leur regret d'avoir voté la décision, dont la France qui s'abstient lors du vote d'octobre 2016. 
Sous la pression des réactions internationales pro-palestiniennes ou pro-israéliennes, ces décisions évoluent légèrement : celle d'avril 2015 cite le Mur des Lamentations, mention qui disparaît dans les décisions plus récentes. Celle d'avril 2016 fait également référence à de « fausses tombes juives » dans des cimetières musulmans ce qui n'est pas repris en octobre 2016 quand est introduite la référence à l'importance de la vieille ville de Jérusalem et de ses Remparts pour les trois religions monothéistes. 
Mounir Anastas, ambassadeur adjoint de la Palestine à l'UNESCO, se réjouit de cette décision d'octobre 2016 : « la résolution rappelle qu'Israël est une puissance occupante à Jérusalem-Est et lui demande d'arrêter ses abus » mais elle est condamnée par le Premier ministre israélien Benyamin Netanyahou qui affirme qu'elle ignore le lien historique unique entre le judaïsme et le Mont du Temple et la classe politique israélienne dénonce une « décision antisémite ». Le vote de la décision d'octobre 2016 amène Israël à suspendre sa coopération avec l'UNESCO.
La directrice de l'Unesco déclare en octobre 2016, après ce vote : « Le patrimoine de Jérusalem est indivisible, et chacune de ses communautés a droit à la reconnaissance explicite de son histoire et de son lien avec la ville. Nier, occulter ou vouloir effacer l’une ou l’autre des traditions juive, chrétienne ou musulmane revient à mettre en péril l’intégrité du site, contre les raisons qui justifièrent son inscription sur la Liste du patrimoine mondial. (...) Dans la Torah, Jérusalem est la capitale du Roi des juifs David, où Salomon construisit le Temple qui abrita l’Arche d’Alliance. Dans l’Evangile, Jérusalem est le lieu de la passion et de la résurrection du Christ. Dans le Coran, Jérusalem est la destination du voyage nocturne (Isra) que le prophète Mohammed fit depuis la Mecque jusqu’à la Mosquée Al Aqsa. (...) Lorsque [d]es divisions rejaillissent sur l’UNESCO, une Organisation dédiée au dialogue et à la recherche de la paix, elles l’empêchent de mener à bien sa mission. La responsabilité de l’UNESCO est de faire vivre l’esprit de tolérance et de respect de l’histoire, et c’est mon engagement quotidien en tant que Directrice générale, auprès de tous les Etats Membres. ».
En France, cette décision suscite l'émoi d'une grande partie de la communauté juive et Eric Conan dans Marianne a pu parler de « l'extension du domaine de la solitude juive ».
En mai 2017, une nouvelle décision « Palestine occupée » est adoptée par l'UNESCO : les Palestiniens et les pays arabes y acceptent des concessions, notamment le retrait du texte de toute mention de la mosquée Al-Aqsa ou du « Noble sanctuaire », terme musulman pour désigner le Mont du Temple. Les parties supprimées de la résolution sont celles qui avaient irrité Israël et l'avaient amené à suspendre sa coopération avec l'Unesco. Une phrase a par ailleurs été ajoutée stipulant que Jérusalem est importante pour le judaïsme, le christianisme et l'islam,.
Ces décisions « Palestine occupée » puis l'inscription de la vieille ville d'Hébron sur la liste du patrimoine mondial en péril amènent les États-Unis puis Israël à annoncer qu'ils quittent l'UNESCO en octobre 2017. 
Le 12 avril 2018, le Conseil exécutif de l'Unesco décide par consensus de repousser à la session d'octobre, deux points concernant "les territoires arabes occupés" et "la Palestine occupée".   

## Contexte

### Statut de Jérusalem-Est
Jérusalem-Est a été occupée par la Jordanie de 1948 à la guerre des Six Jours en 1967 et est depuis occupée depuis par Israël.
L'ONU s'est inquiétée et a critiqué à plusieurs reprises des décisions israéliennes visant à modifier le statut de la ville,. La résolution 252 du Conseil de Sécurité votée en 1968 indique « que toutes les mesures et dispositions législatives et administratives prises par Israël, y compris l’expropriation de terres et de biens immobiliers, qui tendent à modifier le statut juridique de Jérusalem sont non valides et ne peuvent modifier ce statut ». 
Malgré les résolutions, Jérusalem-Est a été proclamée partie intégrante de « Jérusalem une et indivisible » par le parlement israélien en 1980. L'annexion a été condamnée et est illégale en vertu de Résolution 476 du Conseil de sécurité des Nations unies confirmé dans la Résolution 478. Le caractère illégal de l'annexion est confirmé par un avis de la Cour internationale de justice de 2004.
Jérusalem-Est abrite la vieille ville et ses remparts qui sont un site inscrit au patrimoine mondial par l'UNESCO depuis 1981. On y trouve l'esplanade des Mosquées, troisième lieu saint de l'Islam et le mont du Temple, le lieu le plus sacré du judaïsme. Par un héritage historique, la Jordanie continue à administrer l'esplanade mais Israël en contrôle tous les accès. La vieille ville est divisée en 4 quartiers (un juif, un chrétien, un arménien et un musulman) qui comprennent des lieux sacrés majeurs pour les trois religions abrahamiques : le mur des Lamentations (ou Mur occidental), la synagogue Hourva, l'église du Saint-Sépulcre, l'église Sainte-Anne, la mosquée al-Aqsa, le dôme du Rocher...
L'UNESCO a notamment dans ces attributions de prendre des décisions concernant la sauvegarde du patrimoine historique mondial. Dans de nombreux cas, ces sujets sont sensibles car non dénués d'arrière-pensées politiques. Parmi ceux-ci, la « question de Jérusalem » revient de manière récurrente.

## Causes de protestations israéliennes

### Négation du lien entre le judaïsme et Jérusalem
Dans les décisions de 2015 et d'avril 2016, aucune phrase ne lie Jérusalem au judaïsme ou au christianisme, aucune phrase ne nie explicitement ce lien. Dans la troisième décision, un membre de phrase a été ajoutée « affirmant l’importance de la Vieille Ville de Jérusalem et de ses Remparts pour les trois religions monothéistes ».

### Dénomination juive des lieux absentes
Sur les quatre sites évoqués dans les décisions :
- trois sites le sont par leur désignation musulmane et juive:
  - Al-Haram Al-Ibrahimi/Tombeau des Patriarches à Hébron
  - mosquée Bilal Bin Rabah/Tombe de Rachel à côté de Bethléem
  - place al Buraq appelée aussi « Place du Mur Occidental » à Jérusalem, la mise entre guillemet du terme hébreu est contesté [24].
- Un site l'est uniquement sous sa dénomination musulmane
  - la mosquée al-Aqsa/Al-Haram al-Sharif à Jérusalem ainsi que ses dépendances alors que la terminologie juive "mont du Temple" n'est pas utilisée.

### Fausses tombes juives
La deuxième décision comprenait la phrase "installation de fausses tombes juives en d’autres lieux des cimetières musulmans". D'après François Hollande, cette phrase "malencontreuse" aurait été rajoutée au dernier moment par un amendement Jordanien. Cette phrase a été retirée dans la troisième décision.

## Position française
Entre la proposition provisoire d'avril, et le texte définitif d'octobre, la France conditionnait son vote positif à ce que
1. soit explicitement écrit "la nécessité de protéger le patrimoine"
2. le membre de phrase « affirmant l’importance de la Vieille Ville de Jérusalem et de ses Remparts pour les trois religions monothéistes » soit ajoutée.
3. la phase sur les fausses tombes juives soit retirée
4. les désignations juives des lieux suivent les désignations arabes.

La France a obtenu satisfaction sur les trois premiers points mais seules 3 désignations juives sur 4 ont été ajoutées. La plus "importante" symboliquement, l'expression « Mont du Temple » n'y figure pas. La France a donc pris acte et choisi de s'abstenir « comme la majorité des pays européens » .

## Analyses
Selon le politologue David Elkaïm, si la décision d'avril 2016 comporte une série de maladresses, « à aucun moment (...) le lien entre Jérusalem et le judaïsme ou le christianisme n’est nié ». Il argumente que « l’Afrique du Sud, l’Argentine, le Brésil, l’Espagne, la France ou la Russie, pour ne citer que quelques-uns des pays qui ont voté la résolution, [n'] auraient laissé passer un texte qui se livrerait à une telle réécriture de l’Histoire ». Il dénonce par contre une instrumentalisation israélienne visant à faire « prévaloir les éléments démontrant l’ancienneté de la présence juive ».
Pour Raphael Ahren dans Haaretz, pour outrageante qu'elle soit à l'égard d'Israël, le vote et le contenu de la décision d'octobre 2016 marquent un progrès pour ce pays : si l'ensemble des hommes politiques israéliens, de droite comme de gauche, se sont indignés de cette décision, sept pays qui avaient voté en faveur de la résolution d'avril 2016 se sont abstenus en octobre, dont la France et l'Inde et les pays qui ont soutenu la décision représentent moins de la moitié des membres du Conseil exécutif (26 pays ont soutenu la décision sur un total de 58 membres du Conseil exécutif). Quant au texte de la décision, il fait au moins référence à l'importance de la vieille ville de Jérusalem et de ses Remparts pour les trois religions monothéistes..

## Réactions nationales en France et internationales

### En France
La décision d'avril 2016 a été approuvée par la France, ce qui suscite de fortes condamnations émanant de la communauté juive mais aussi du monde politique.
Le CRIF, le grand-rabbin de France, qui rencontre le ministre des Affaires étrangères Jean-Marc Ayrault réprouvent le vote de la France.
Toujours après ce vote d'avril 2016, des personnalités juives  françaises ont signé des tribunes dans les médias : Bernard Hadjadj, Gilles-William Goldnadel , Meyer Habib, etc. Les présidents des associations France-Israël au Sénat Philippe Dallier et le vice-président du groupe d'amitié France-Israël à l'Assemblée nationale Claude Goasguen ont interpellé le Gouvernement. 
Le vote de la France suscite aussi de fortes interrogations au gouvernement et même à la présidence de la République. Le 6 mai 2016, le président de la République, dans sa réponse à une lettre de  Roger Cukierman, évoque une « incompréhension du fait de certaines formulations dans cette résolution » et assure que la position de la France est la « défense de la liberté d'accès et de culte à Jérusalem, ville fondamentale pour les trois grandes religions monothéistes » mais le 9 mai, Roger Cukierman se dit « blessé » par la réponse du président de la République à son courrier du 18 avril car il ne voit dans cette réponse « aucune reconnaissance du caractère négationniste de la résolution votée par la France, seule grande puissance occidentale à avoir approuvé ce texte ». 
Le 10 mai, le Ministre de l'Intérieur Bernard Cazeneuve affirme « qu’il ne fallait pas voter [la résolution] ». 
Ce jour-là, le Président François Hollande, selon le Journal du dimanche, affirme regretter le vote de cette résolution par la France.
Le 11 mai, le Président de la République, dans une réponse au Consistoire central, réitère « l'attachement de la France au statu quo sur les Lieux saints à Jérusalem » et ajoute : « la France n'apportera pas sa signature à un texte qui s'écarterait des principes que je viens de rappeler,. » 
Le 11 mai, le Premier ministre Manuel Valls dit lui-aussi regretter le vote de la France, déclarant qu'« il y a dans cette résolution de l’UNESCO des formulations malheureuses, maladroites, qui heurtent et qui auraient dû être incontestablement évitées, comme ce vote » lors de la séance des questions à l’Assemblée nationale.
Le 17 mai, François Hollande déclare lors d'une interview qu'« il y a eu un amendement fâcheux, je le dis, fâcheux, des Jordaniens [...] qui a brouillé ce texte ». Il affirme que la résolution sera « refaite au mois d'octobre » et qu'il s'y penchera personnellement car « il n'est pas possible que les lieux saints puissent être mis en cause, ou en doute, quant à l'appartenance aux trois religions ».
Le 22 mai, Manuel Valls réaffirme que « [la France a] regretté le vote à l'UNESCO, ce fut une erreur », lors d'une interview télévisée accordée à Paul Amar (i24news) et Apolline de Malherbe (BFM TV). Il ajoute : « comment nier l'identité juive de Jérusalem, cela n'a aucun sens ».
Quelques intervenants dans le débat public sont plus favorables à la décision de l'UNESCO : le 29 avril, Guillaume Weill-Raynal dénonce sur Mediapart les positions du CRIF et du grand-rabbin de France, parlant d'« accusation mensongère », information reprise sur Info Palestine. Le 2 mai au cours de l'émission 28 minutes sur Arte, la rubrique Desintox, qui vise à « débusque[r] toutes les intox qui viennent polluer le débat public », reprend le texte de la résolution et constate que ni la négation du lien entre le Mont du temple et le judaïsme ni la négation de l'existence de Jésus n'y figurent et que selon son analyse, des « sites d'extrême droite (...) ont mal interprété [le] texte de l'Unesco ».
Lors du vote d'octobre 2016, la France, par la voix de son nouvel ambassadeur à l'UNESCO, Laurent Stéfanini , s'abstient mais l'absence de vote négatif est encore déplorée par le Consistoire et le CRIF. Denis Jeambar dans Challenges considère que cette décision « nie, au fond, tout lien historique entre Jérusalem et le peuple juif » et « met l'histoire du christianisme dans le même sac ».  Il la qualifie de « révisionniste ».
Harlem Désir, secrétaire d'État chargé des Affaires européennes, explique en novembre en répondant à une question du député Meyer Habib, à une question du président de l'association "France israël"à l'assemblée nationale, Claude Goasguen  et à une question du président du  groupe d’amitié France-Israël du Sénat, Philippe Dallier  la position du gouvernement : ce dernier a fait retirer de la décision de l'UNESCO, des mentions qui lui paraissaient inacceptables mais, malgré cela, le gouvernement estimait que le texte ne pouvait être voté et s'est donc abstenu. Le secrétaire d'État regrette ensuite la politique de colonisation [du gouvernement israélien] et rappelle que pour la France la recherche d'une solution négociée passe par une conférence internationale de paix. Il rappelle également que la position de la France reste au respect du statu quo concernant les lieux saints juifs chrétiens et musulmans à Jérusalem .

### Réactions internationales
Hors les pays arabes ou musulmans qui approuvent les différentes décisions et Israël qui les réprouvent, les réactions au vote d'avril ne sont pas très nombreuses. Au Brésil, après un changement de gouvernement, le ministère des Relations extérieures publie un communiqué le 9 juin 2016 expliquant que « l'absence de référence aux liens du peuple juif avec Jérusalem [...] est une erreur, ce qui rend le texte partiel et déséquilibré. » En conclusion, le nouveau gouvernement brésilien dit qu'il « révisera son vote si les lacunes signalées dans la décision ne sont pas corrigées dans un futur examen de ce sujet. ».
Après le vote d'octobre 2016, la chambre des députés du Parlement de la République tchèque rejette cette résolution tandis que l président du conseil italien Matteo Renzi qualifie « d'incompréhensible et inacceptable » la décision de l'UNESCO.
Après la nouvelle décision de mai 2017, le parlement tchèque réitère sa désapprobation de la décision de l'UNESCO.

## Historique des conflits entre l'UNESCO et Israël
Un an après sa création, Israël a été admis à l'UNESCO en 1949 en parallèle avec son adhésion à l'Organisation des Nations unies.
En 2010, Israël a désigné le tombeau des Patriarches, à Hébron (ville de Cisjordanie séparée en une zone palestinienne et une zone juive en vertu du Protocole d'Hébron, sous le contrôle d'une mission des Nations unies) et le Tombeau de Rachel, à Bethléem, comme des sites du patrimoine national et a annoncé des travaux de restauration, ce qui provoque les critiques des États-Unis et les protestations des Palestiniens.
En octobre 2010, le Conseil exécutif de l'UNESCO a voté une résolution sur les sites « al-Haram al-Ibrahimi / Tombeau des Patriarches » et « Bilal bin Mosquée Rabah / Tombe de Rachel » et a déclaré qu'ils étaient «partie intégrante des territoires palestiniens occupés» et que toute action unilatérale israélienne était une violation du droit international. L'UNESCO décrit ces sites  comme aussi importants pour «les personnes de traditions  musulmane, chrétienne et  juives», et a accusé Israël de ne mettre en évidence que le caractère juif des sites. Israël à son tour a accusé l’UNESCO de «détacher la nation d'Israël de son patrimoine». Israël reproche à la décision de L’UNESCO d'avoir un motif politique. Le rabbin du Mur des Lamentations a affirmé que la tombe de Rachel n’a jamais été revendiqué comme un site saint musulman. Israël suspend partiellement ses liens avec l'UNESCO. Le ministre israélien des Affaires étrangères Danny Ayalon a déclaré que la résolution faisait «partie de l'escalade palestinienne". Zevulun Orlev, président de Commission de l'éducation et de la culture de la Knesset, concidère les résolutions comme une tentative de saper la mission de l'UNESCO en tant qu'organisation scientifique et culturelle qui favorise la coopération dans le monde entier,.
Le 28 juin 2011, à la demande de la Jordanie, le Comité du patrimoine mondial de l'UNESCO censure la décision d'Israël de démolir et de reconstruire le Pont des Maghrébins à Jérusalem pour des raisons de sécurité, quoique la Jordanie ait antérieurement donné son accord pour la démolition et la reconstruction du pont. La Jordanie aurait contesté l'accord en disant qu'il n'a été signé qu’à cause de  la pression des États-Unis[réf. nécessaire].
Le 31 octobre 2011, la Palestine devient membre à part entière de l'UNESCO, dont elle n'était auparavant que simple observateur.
En janvier 2014, quelques jours avant la date prévue d’ouverture la directrice générale, Irina Bokova, « reporte indéfiniment » et puis annule définitivement une exposition intitulée « Un peuple, un livre, une terre : les 3,500 années de lien entre le peuple juif et la terre d'Israël » créée par le Centre Simon-Wiesenthal, qui est une organisation non-gouvernementale partenaire accrédité auprès de l'UNESCO et de l'ONU. L'événement été prévu pour se dérouler  du 21 au 30 janvier à Paris. Bokova a annulé l'événement après que les représentants des États arabes à l'UNESCO ont fait valoir que la conséquence de cette exposition serait de « nuire au processus de paix ». L'auteur de l'exposition, le professeur Robert Wistrich (en) du Centre international Vidal Sassoon (en) de l'Université hébraïque de Jérusalem pour l'étude de l'antisémitisme, a considéré  l'annulation comme un « acte épouvantable », et considère la décision Bokova comme « un acte arbitraire de cynisme total et un mépris pour le peuple juif et son histoire. » L’UNESCO renonce finalement à annuler l'exposition, Celle ci est rapidement populaire et est un grand succès.

## Conséquences
Après l'admission de la Palestine à l'UNESCO comme membre à part entière de l'UNESCO en octobre 2011, le vote de décision sur la Palestine occupée en mai 2017 et l'inscription de la vieille ville d'Hébron sur la liste du patrimoine mondial en péril, les États-Unis puis Israël quittent l'UNESCO le 12 octobre 2017,.

### Documentation

#### Projets de décision
- Projet de décision « Palestine occupée », 196e 196 EX/26, Parie, le 20 mars 2015
- Projet de décision « Palestine occupée », 199e EX/PX/DR.19.1Rev, Paris, le 1er avril 2016.
- Projet de décision « Palestine occupée », 200e EX/PX/DR.25.4Rev, Paris, le 12 octobre 2016.

#### Décisions finales
- Décision 26 « Palestine occupée » de la 196e session, page 46 du document C
- Décision 19 « Palestine occupée » de la 199e session, page 31 du document Décisions adoptées par le Conseil exécutif à sa 199e session
- Décision 25 « Palestine occupée » de la 200e session, page 33 du document Décisions adoptées par le Conseil exécutif à sa 200e session